# Nizar Garbouj
Nizar Garbouj (نزار قربوج), né le 10 février 1987, est un footballeur tunisien évoluant au poste d'attaquant.

## Carrière
- 2008-2009 : Avenir sportif de Kasserine ( Tunisie)
- 2009-2012 : Olympique de Béja ( Tunisie)
- 2012-2013 : El Gawafel sportives de Gafsa ( Tunisie)
- 2013-2014 : Avenir sportif de La Marsa ( Tunisie)
- 2014-201.. : Étoile sportive de Métlaoui ( Tunisie)

## Palmarès
- Vainqueur de la Coupe de Tunisie en 2010